# Inmigración noruega en los Estados Unidos
Los noruego-estadounidenses (en noruego: norskamerikanere; en inglés: Norwegian Americans) son estadounidenses de origen noruego. Los inmigrantes noruegos llegaron a Estados Unidos primeramente a finales de mitad del siglo XIX y las primeras décadas del siglo XX. Hay más de cinco millones de descendientes de noruegos en Estados Unidos de acuerdo al censo de ese país. La mayoría vive en la parte norte del medio oeste.

## Noruegos en Estados Unidos

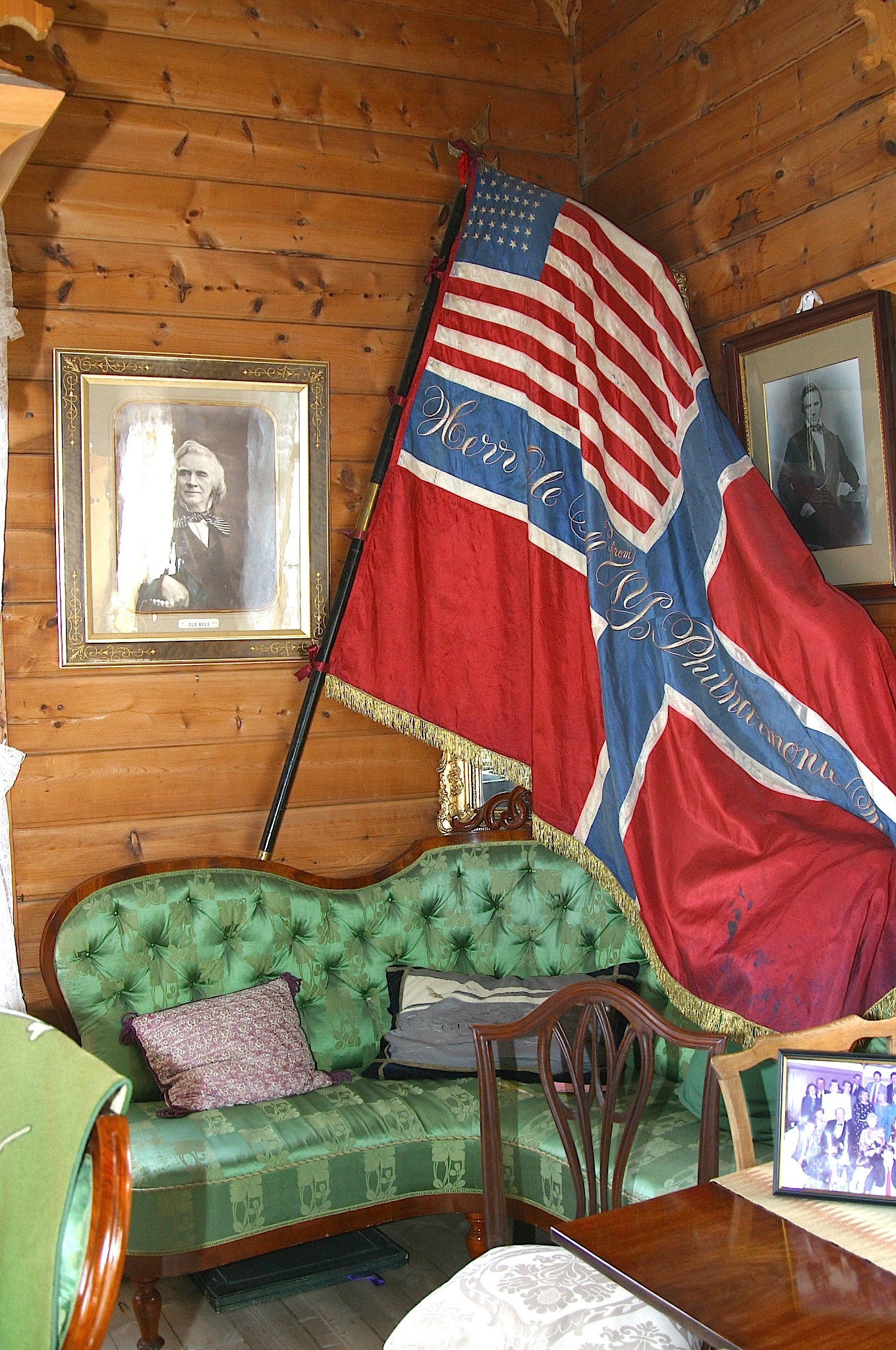

### Historia

#### Exploración vikinga
Los escandinavos de Groenlandia e Islandia fueron los primeros europeos que alcanzaron el continente americano en lo que hoy es Terranova, Canadá. Leif Eriksson alcanzó la América del Norte continental a través de los asentamientos escandinavos en Groenlandia alrededor del año 1000, cinco siglos antes de los viajes de Cristóbal Colón. Generalmente se acepta que los escandinavos fundaron el asentamiento de L'Anse aux Meadows en Vinlandia, en lo que hoy es Canadá. Lo que exploraron ha sido materia de debate por cientos de años. Alguna evidencia altamente disputada sugiere que los escandinavos viajaron mucho más al interior del continente.

#### Asentamientos post-colombinos
Hubo presencia noruega en Nueva Ámsterdam (Nueva York después de 1664) desde principios del siglo XVII. Hans Hansen Bergen, nativo de Bergen, Noruega, fue uno de los primeros pobladores de la colonia neerlandesa de Nueva Ámsterdam habiendo inmigrado en 1633. Otro de los primeros inmigrantes noruegos fue Albert Andriessen Bradt quien inmigró en 1637. Aproximadamente sesenta personas se habían asentado en el área de Manhattan antes de la toma de los ingleses en 1664. El número de noruegos que pobló la zona de Albany es desconocido.
Los neerlandeses, especialmente Ámsterdam y Hoorn, tenían fuertes lazos comerciales con Noruega durante el siglo XVII por lo que muchos noruegos emigraron a Ámsterdam. Algunos de ellos vivieron en colonias neerlandesas, aunque nunca en grandes números. Hubo también inmigrantes noruegos en Pensilvania en la primera mitad del siglo XVIII y en la parte septentrional del estado de Nueva York en el mismo siglo.

#### Inmigración organizada

Distribución de noruegos estadounidenses de acuerdo al censo de 2000 (color verde pálido).

La inmigración noruega a Estados Unidos de una manera organizada comenzó en 1825, cuando varias docenas de noruegos dejaron Stavanger a bordo del ¨Restauration¨ bajo el liderazgo de Cleng Peerson. El barco llegó a Nueva York, donde primeramente fue incautado por exceder el límite de pasajeros. Después de la intervención del presidente John Quincy Adams, los pasajeros se movieron a un asentamiento en Kendall, Nueva York con la ayuda de Andreas Stangeland. La mayoría de estos inmigrantes se mudaron de Kendall hacia Illinois y Wisconsin. Cleng Peerson se convirtió en un emisario de los inmigrantes noruegos y murió en un asentamiento noruego cerca de Cranfills Gap, Texas, en 1865.
Aunque alrededor de sesenta y cinco personas de origen noruego salieron hacia América del Norte a través de Suecia, el siguiente barco con inmigrantes no dejó Noruega con rumbo a Estados Unidos hasta 1836, cuando las embarcaciones Den Norske Klippe y Norden lo hicieron. En 1837, un grupo de inmigrantes de Tinn salieron vía Gotemburgo hacia el asentamiento de Fox River. Pero, fueron los escritos de Ole Rynning, quien viajó a través de Estados Unidos en el Ægir en 1837 lo que energizó la inmigración noruega.
La gran mayoría de noruegos llegó a Estados Unidos a través de Canadá y el puerto de Quebec. El gobierno británico descontinuó las leyes de navegación en Canadá en 1849. Canadá se convirtió en el puerto escogido por los barcos noruegos para transportar pasajeros. Esta ruta ofrecía ventajas a los inmigrantes que viajar directamente a Estados Unidos. Los inmigrantes se movían por ferrocarril o vapor desde Quebec por unos 1.600 km por una tarifa de poco menos de $9.00. Los vapores de Quebec los llevaban a Toronto (Canadá), entonces a menudo viajaban por ferrocarril hacia Collingwood en Ontario desde donde los vapores los transportaban a través del Lago Míchigan hacia Chicago, Milwaukee y Green Bay. No fue hasta el cambio de siglo que los noruegos comenzaron a quedarse en Canadá. Muchos noruegos de Estados Unidos se movieron a Canadá buscando nuevas oportunidades económicas. Para 1921 un tercio de todos los noruegos de Canadá habían nacido en Estados Unidos.
La inmigración noruega se dio por causas económicas. Los primeros asentamientos fueron en Pensilvania e Illinois, pero luego se movieron hacia Wisconsin, Minnesota y las Dakotas. Oleadas más tardías de inmigrantes noruegos se movieron hacia estados del oeste tales como Washington, Oregón y Utah. Entre 1825 y 1925, más de 800.000 noruegos llegaron a América del Norte, cerca de un tercio de la población de Noruega. Con la excepción de Irlanda, ningún país contribuyó con un mayor porcentaje de su población que Noruega a Estados Unidos.

#### Hoy
- Hay más de 4 373 660 de personas con ancestros noruegos en Estados Unidos.[2] De estos, aproximadamente tres millones reclaman ser descendientes única o primariamente de noruegos.
- Poco más de 2% de la población blanca estadounidense es de origen noruego. Especialmente en Minnesota, el oeste de Wisconsin, el norte de Iowa y las Dakotas más del 15% de los blancos son descendientes de noruegos.
- El 55% de los descendientes de noruegos en Estados Unidos viven en el Medio Oeste, aunque un gran número (21%) viven en estados del Pacífico como Washington, Oregón y California.
- Los noruegos estadounidenses mantienen su herencia activamente a través del luteranismo, costumbres culinarias, el bunad y la celebración de festividades noruegas.
- Aunque los noruegos son el mayor grupo de escandinavos que se asentó en Estados Unidos, otros escandinavos también inmigraron durante el mismo período. Existen entre 11 y 12 millones de estadounidenses de origen escandinavo. Estos representan alrededor del 6% de la población de raza blanca.
- La amplia mayoría de los noruegos estadounidenses profesan el luteranismo. Existen importantes minorías de católicos y de otras denominaciones protestantes.
- Hay más personas de origen noruego en América del Norte que en Noruega.

## Noruego-estadounidenses por estado
- Los diez estados con mayor cantidad de población de origen noruego son:

| Estado           | Población de origen noruego |
| ---------------- | --------------------------- |
| Minnesota        | 850,742                     |
| Wisconsin        | 454,831                     |
| California       | 436,128                     |
| Washington       | 367,508                     |
| Dakota del Norte | 193,158                     |
| Illinois         | 178,923                     |
| Iowa             | 166,667                     |
| Oregón           | 147,262                     |
| Texas            | 118,968                     |
| Dakota del Sur   | 115,292                     |

- Los diez estados con mayor porcentaje de noruego-estadounidenses son:

| Estado           | Porcentaje |
| ---------------- | ---------- |
| Dakota del Norte | 30.1%      |
| Minnesota        | 17.3%      |
| Dakota del Sur   | 15.3%      |
| Montana          | 10.6%      |
| Wisconsin        | 8.5%       |
| Washington       | 6.2%       |
| Iowa             | 5.7%       |
| Oregón           | 4.3%       |
| Wyoming          | 4.3%       |
| Alaska           | 4.2%       |